# Коли весілля

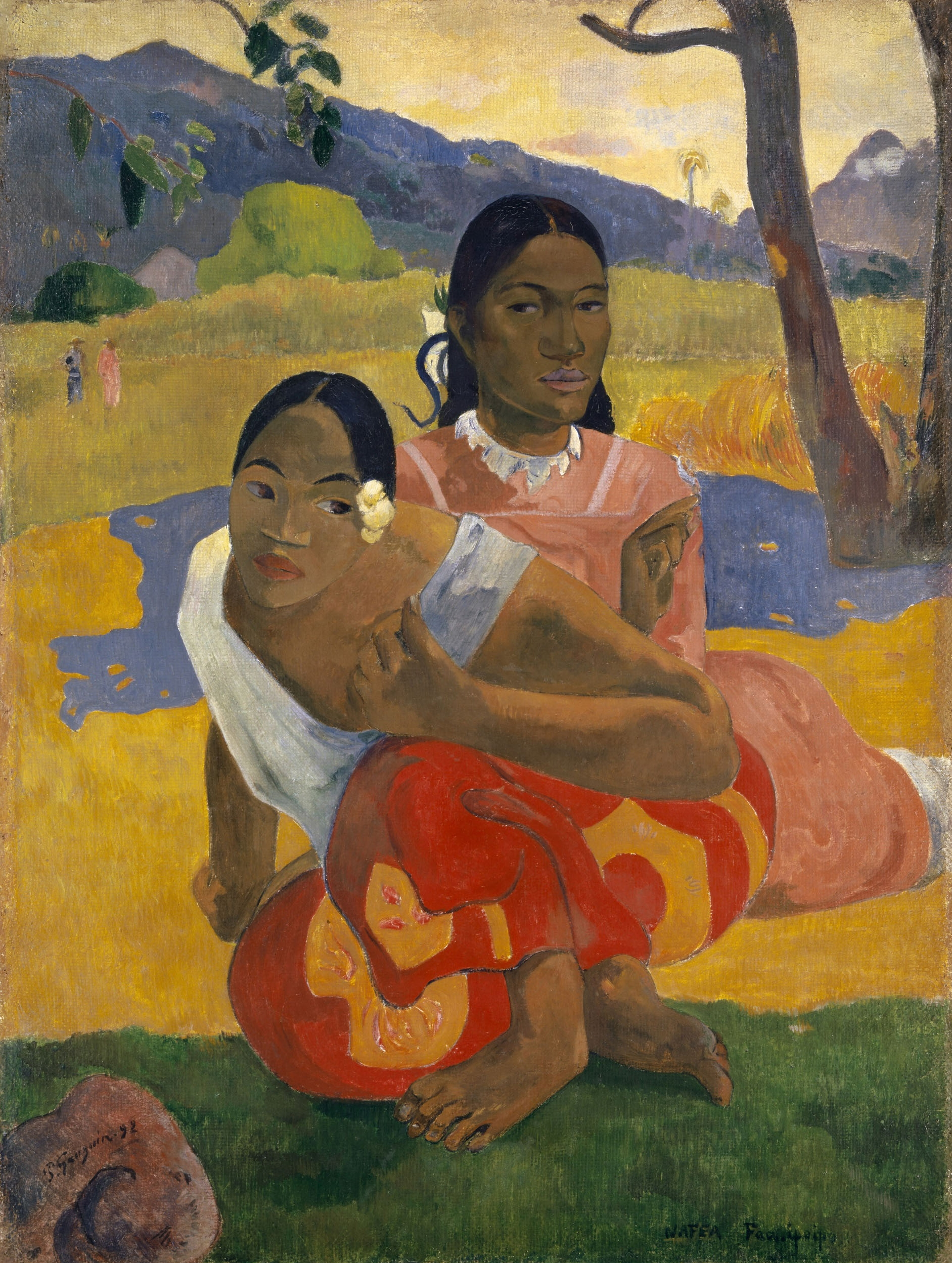

«Коли весілля?» (Точніше: Коли ти вийдеш заміж?; фр. Quand te maries-tu?, таїт. Nafea faa ipoipo?) — картина французького художника  Поля Ґоґена, яку художник написав на Таїті в 1892 році. Протягом півстоліття належала родині Рудольфа Штехліна, експонувалася в Художньому музеї Базеля. У 2015 році картину було продано музейному відомству Катару за рекордні 210 млн доларів.

## Історія створення
Ґоґен прибув на Таїті в 1891 році в надії знайти «Едемський сад», не зворушений цивілізацією, де можна було б звернутися до основ первісного мистецтва. Реальність розчарувала, проте Ґоґен звернувся до зображення яскравих фарб тропічної природи, а також тубільних натурниць, ще не скутих християнською мораллю. Картина «Коли весілля?» була написана в 1892 році, коли Ґоґен взяв собі таїтянську дружину — Техааману (у книзі «Ноа Ноа» він називав її Техурою) — тоді їй було 13 років. Традиційне весілля було організоване ріднею Техаамани, для якої шлюб з білим був великою честю. Техаамана була моделлю безлічі полотен Ґоґена його першого таїтянського періоду. Полотно було цілком типовим для образу Таїті на Заході, подібні картини, проте, дозволяли Ґоґену отримувати гроші від своїх друзів

## Опис картини
На передньому і середньому плані багато уваги приділяється землі, виконаної в інтенсивних зеленому, жовтому та синьому кольорах. Задній план займає тропічний ландшафт з дрібними фігурками для масштабу, виконаний у тому ж колірному поєднанні, причому небо дано в жовтому кольорі. Дві жіночі фігури зображені одночасно на передньому і середньому плані. Жіноча фігура, найближча до глядача, одягнена в таїтянський наряд — відкриту блузку і яскраве парео, поза її дуже вибаглива. Жінка позаду неї одягнена в більш строгу сукню по моді, насаджуваній християнськими місіонерами, з коміром. Н. Маурер порівнювала її жест з буддійською мудрістю, можливо, несе загрозу або попередження. Риси осіб  стилізовані, але у жінки в строгій сукні більше індивідуальних рис, її обличчя поміщено в оптичний центр полотна. Колір її сукні — оранжево-рожевий — відрізняється від усіх інших об'єктів на картині.